# Belovar Zlatarski
 Belovar Zlatarski  falu Horvátországban Krapina-Zagorje megyében. Közigazgatásilag Bedekovčinához tartozik.

## Fekvése
Zágrábtól 35 km-re, községközpontjától  8 km-re északra a Horvát Zagorje területén fekszik.

## Története
A településnek 1857-ben 94, 1900-ban 130 lakosa volt. Trianonig Varasd vármegye Zlatari járásához tartozott. 2001-ben 106 lakosa volt.

## Külső hivatkozások
- Bedekovčina község hivatalos oldala